# Olavo Bilac

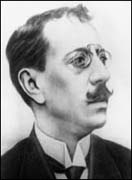
Olavo Bilac

Olavo Brás Martins dos Guimarães Bilac (* 16. Dezember 1865 in Rio de Janeiro; † 28. Dezember 1918 ebenda) war ein brasilianischer Journalist, Dichter und Lehrinspektor. Er ist einer der Gründer der „Academia Brasileira de Letras“.

## Leben
Bilac war Sohn des Brás Martins dos Guimarães Bilac und seiner Frau Delfina Belmira Gomes de Paula.
Nach dem Schulabschluss schrieb er sich an der medizinischen Fakultät seiner Heimatstadt ein, brach sein Studium jedoch im vierten Jahr ab. Danach versuchte er sich in den Rechtswissenschaften an der Universität von São Paulo, kam aber nicht über das erste Jahr hinaus. Bilac widmete sich bereits sehr früh dem Journalismus und der Literatur. Er beteiligte sich intensiv an der Politik des Landes. Seine bekannteste politische Kampagne war die zur Unterstützung der allgemeinen Wehrpflicht.
Als politischer Journalist der ersten Jahre der Republik war er einer derjenigen, die von Floriano Peixoto verfolgt wurden. Deshalb musste er sich in Minas Gerais verstecken, wo er regelmäßiger Hausgast von Afonso Arinos de Melo Franco war. Bei seiner Rückkehr nach Rio de Janeiro wurde er verhaftet.
Im Jahre 1898 wurde er zum Lehrinspektor des Bundesstaates Rio de Janeiro ernannt. Daneben besaß er mehrere staatliche Ämter und Würden.
Sein literarisches Werk lässt sich in den sogenannten „Parnasianismo“ (von den „Parnassiens“ abgeleitet) einordnen, der seine produktivste Phase in den 80er Jahren des 19. Jahrhunderts hatte. Bilac wurde zum herausragendsten Vertreter dieses Stiles in Brasilien.

## Die Academia

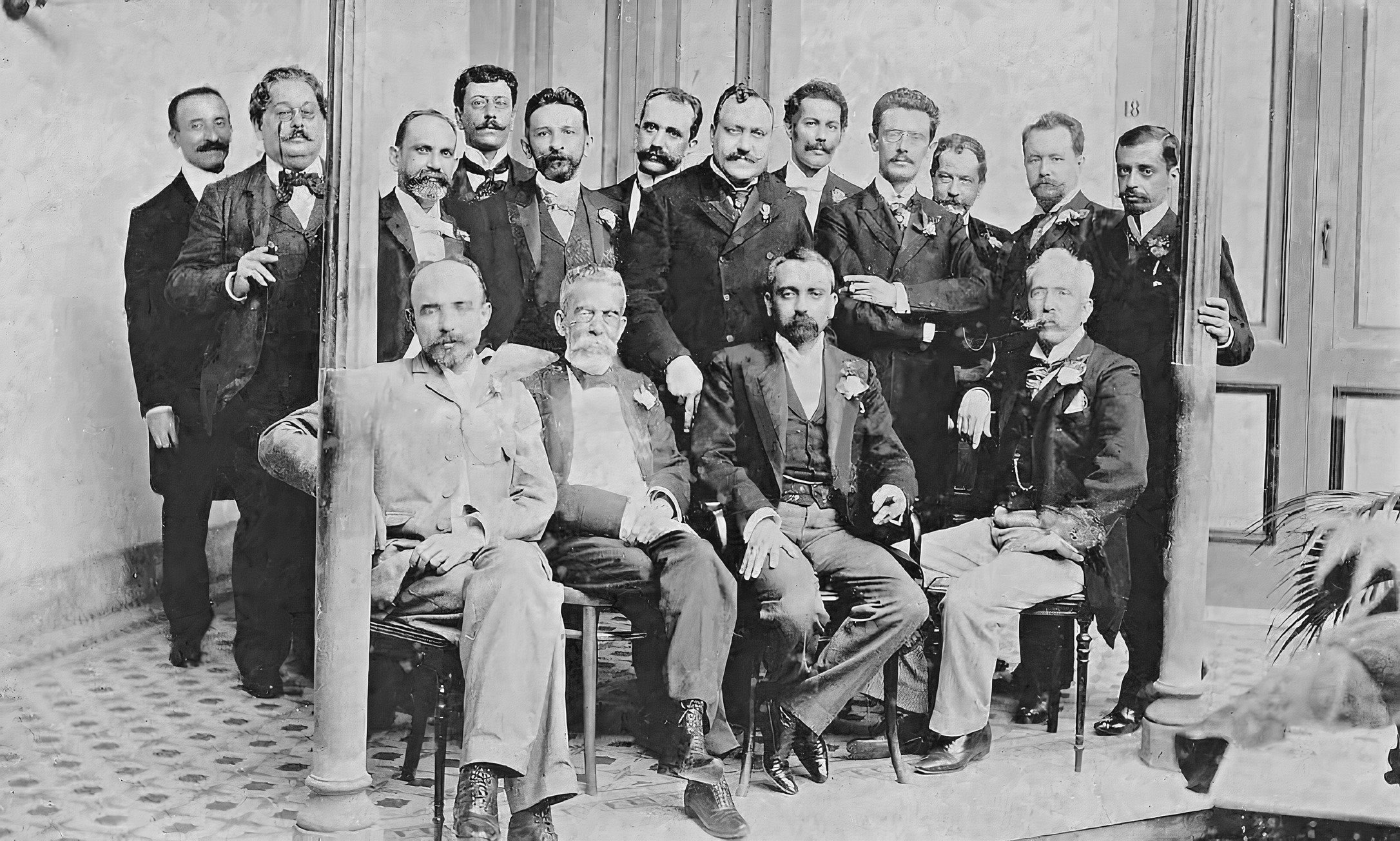
Machado de Assis und Freunde, spätere Gründungsmitglieder der Akademie, 1890.
Stehend: Rodolfo Amoedo, Artur Azevedo, Inglês de Sousa, Olavo Bilac, José Veríssimo, Sousa Bandeira, Filinto de Almeida, Guimarães Passos, Valentim Magalhães, Rodolfo Bernardelli, Rodrigo Octavio, Heitor Peixoto. Sitzend: João Ribeiro, Machado de Assis, Lúcio de Mendonça, Silva Ramos.

Bilac gehörte zu den 40 Gründungsmitgliedern, Fundadores, der am 20. Juli 1897 in Rio de Janeiro errichteten Academia Brasileira de Letras (ABL) und war erster Sitzinhaber des Stuhles Nr. 15, für den er den Namenspatron Gonçalves Dias (1823–1864) wählte. Er gilt seither als einer der Unsterblichen, den Imortais, der brasilianischen Literatur.

## Das Sonett „Língua Portuguesa“
Das ist ein Sonett, das aus zehnsilbigen heroischen Versen besteht (Akzent auf der 6. und 10. poetischen Silbe), mit gegensätzlichen, eingeschobenen oder verschachtelten Reimen. 
Língua Portuguesa

Última flor do Lácio, inculta e bela,

És, a um tempo, esplendor e sepultura:

Ouro nativo, que na ganga impura

A bruta mina entre os cascalhos vela ...

Amo-te assím, desconhecida e obscura,

Tuba de alto clangor, lira singela,

Que tens o trom e o silvo da procela,

E o arrolo da saudade e da ternura!

Amo o teu viço agreste e o teu aroma

De virgens selvas e de oceano largo!

Amo-te, ó rude e doloroso idioma.

Em que da voz materna ouvi: "meu filho!",

E em que Camões chorou, no exílio amargo,

O gênio sem ventura e o amor sem brilho!
Portugiesische Sprache

Letzte Blüte Latiums, ungebildet und schön,

du bist, zur gleichen Zeit, Pracht und Grab:

heimisches Gold, das im unreinen Abfall

der dunkle Schacht zwischen Schotter versteckt...

Ich liebe dich so, unbekannte und dunkle,

hochschmetternde Tuba, schlichte Lyra,

du hast den Donner und das Zischen des Sturmes

und den traurigen Gesang der Sehnsucht und der Zärtlichkeit!

Ich liebe deine rauhe Üppigkeit und dein Aroma

von jungfräulichen Wäldern und weitem Ozean!

Ich liebe dich, o herbe und schmerzvolle Sprache.

In der ich von der Mutter Stimme hörte: "mein Sohn!".

Und in der Camões weinte, im bitteren Exil.

O Genie ohne Glück und Liebe ohne Glanz.

## Werke
- 1888: „Poesias“
- 1894: „Crônicas e Novelas“
- 1904: „Crítica e Fantasia“
- 1906: „Conferências Literárias“
- 1910: „Tratado de Versificação“
- 1913: „Dicionário de Rimas“
- 1916: „Ironia e Piedade, Crônicas“
- 1919: „Tarde“
- 1957: „Poesia“ (herausgegeben von Alceu Amoroso Lima)

Übersetzungen
Olavo Bilac übersetzte auch Max und Moritz von Wilhelm Busch, das in Portugiesisch dann „Juca e Chico“ hieß.

## Trivia
Olavo Bilac wurde schon als Persönlichkeit in Film und Fernsehen porträtiert. Im Fernsehen wurde er von Rui Minharro in der Miniserie "Chiquinha Gonzaga" gespielt, eine Miniserie von Rede Globo, die im Jahr 2002 ausgestrahlt wurde. Im Kino wurde er von Carlos Alberto Riccelli in dem Film "Brasília 18%" dargestellt, ein Film, der von Globo Filmes im Jahr 2006 produziert wurde.